# Abū Kabīreh
Abū Kabīreh (persiska: Abū Kabīrī, ابو کبیره) är en ort i Iran.   Den ligger i provinsen Khuzestan, i den centrala delen av landet, 600 km söder om huvudstaden Teheran. Abū Kabīreh ligger 12 meter över havet och antalet invånare är 163.
Terrängen runt Abū Kabīreh är mycket platt.Runt Abū Kabīreh är det ganska tätbefolkat, med 144 invånare per kvadratkilometer. Närmaste större samhälle är Malīget, 9,6 km nordost om Abū Kabīreh. Trakten runt Abū Kabīreh är ofruktbar med lite eller ingen växtlighet.